# 吳熙載

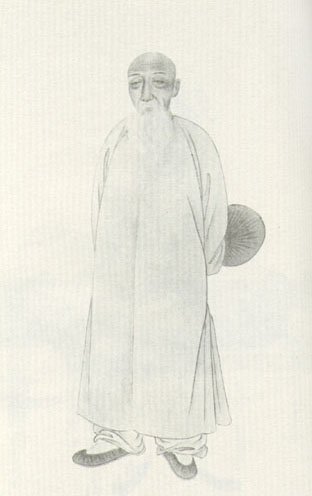
《清代学者象传》之吳熙載

吳熙載（1799年—1870年）。原名廷颺，字讓之，也作攘之，號讓翁、晚學居士、方竹丈人等。江蘇儀征人，清朝篆刻家、書法家，其书法主要学自包世臣。

## 生平
嘉慶四年（1799年）生，早年中秀才，拔貢生。吴熙载的篆书和隶书学邓石如，行书和楷书取法包世臣。吳讓之篆刻以刀法勝，其用刀之妙，前無古人。咸豐三年，太平軍攻克揚州，吴让之避居泰州。汪鋆曾随吴让之學篆刻，並同寓於姚正鏞的遲雲山館。同治三年（1864年），返回扬州。六十五歲自稱“目力昏耗”，不再治印，只以書畫自給。晚年落魄窮困，棲身寺廟，潦倒而終。同治九年（1870年），吳熙載卒。
吴让之与赵之谦、黄牧甫、吴昌硕是公认的中国篆刻晚清四大家。吴熙载發展並壯大了鄧石如開創個皖派衝刀篆刻藝術。由於鄧石如作品相對較少，後代學皖派者一般都以吳讓之為宗。
著名法书作品有
篆书《宋武帝与臧焘敕 》
篆书《吴均帖》
篆书《崔子玉座右铭》

## 家族
江苏江宁人，父吴明煌移居儀徵。

## 延伸阅读
[在维基数据编辑]
 《清史稿·卷503》，出自趙爾巽《清史稿》
 在维基共享资源阅览影像

## 外部連結
- 吳讓之
- 吳讓之印章（页面存档备份，存于）